# Gran Azul y Los Inconquistables
Gran Azul y Los Inconquistables es el primer proyecto en solitario de Pablo Martín y el título del primer trabajo discográfico de la banda que, a través de una campaña de crowdfunding y con la aportación y ayuda de 140 mecenas, finalmente se materializó en un primer E.P. de seis canciones nuevas y originales. El disco incluye maravillas como «Tocado y hundido» y «Mujeres».
El disco se presentó en la noche del 10 de diciembre de 2015, donde pudieron asistir todos los mecenas del crowfunding que apostaron por el proyecto de Pablo Martín. Estuvieron en el escenario de la Sala Galileo muchos amigos arropando el proyecto: La Tercera República, Sticky Fingers, Red House, En Petty Comite, Vivian Siles, etc.

## Lista de canciones
| N.º | Título             | Escritor(es)                                | Duración |  |
| 1.  | «Tocado y hundido» | Pablo Martín                                | 4:25     |  |
| 2.  | «Cualquier Lugar»  | Pablo Martín, Kike Fuentes y Ro. Llamazares | 5:13     |  |
| 3.  | «Demasiado»        | Pablo Martín                                | 3:51     |  |
| 4.  | «Mujeres»          | Pablo Martín                                | 3:51     |  |
| 5.  | «Ser Infiel»       | Pablo Martín y Jeff Espinoza                | 4:13     |  |
| 6.  | «Silvia»           | Pablo Martín                                | 3:46     |  |

«Tocado y hundido» es una clara y directa reflexión que puede hacerse cuando por fin se alcanza la claridad. La canción cuenta cuando buscamos, pedimos y nos agarramos a un amor esperando el milagro que haga desaparecer nuestros miedos y que solucione todos nuestros asuntos pendientes. Pero la cosa no va así: la tempestad persiste y es amiga del miedo que nos crece y crece dentro. Como es lógico todo se desmorona, la consciencia anda sin consuelo y el único bálsamo es, como no, la amistad.
«Cualquier lugar» es un tema sobre el cambio, lo difícil y lo excitante que es ser capaz de construirse de nuevo, superando tu antigua historia. Te vas de una parte de ti y te abres al infinito con las dudas y el saber que da la experiencia, pero sin equipaje. Lo que vendrá nunca será un regalo, sudarás al plantar los nuevos cimientos, a espalda descubierta y sin seguro de vida, pero nada puede detenerte ya, porque tu alma sabe que “cualquier tiempo pasado fue peor”. Una declaración de intenciones, una balada de rock épico, un himno del rock & roll, con las vibrantes voces de José María Guzmán, Josu García, Jeff Espinoza, Vivian Siles, Rafa Martín y Mon.
«Demasiado» es cuando sabes con certeza de tu soledad, ya no la engañas y siempre te encuentra. Llega con frío desolador y ves que tu reflejo es el amargo resultado de ti mismo, de los demasiados que engullimos por el camino. Como la digestión no es buena se regurcitan los espejismos en los que debemos creer para que nuestra vida cobre sentido y poder seguir adelante. La canción capta ese amargo momento concreto de nuestra consciencia, cuando no podemos seguir engañándonos y cuando descubrimos que somos capaces de afrontarlos aunque no sea sencillo.
«Mujeres» es un retrato amplio y caleidoscópico del género femenino. Dibujos concretos que llevan a muchos rincones y trazan mapas de la compleja geografía de las mujeres. Y en el estribillo la intención: complejidad y fortaleza. Las «Mujeres» de Pablo Martín son razón y esencia de su vida.
«Ser Infiel» está narrado -curiosamente- desde la perspectiva de la mujer que engaña. Metido en piel ajena esta canción entiende de soledad, de frío, de decepción y aburrimiento vital. Plantea el deseo como razón que derriba el orden establecido. No habla de consecuencias, ni de cómo surge, ni de qué pasa al final. Habla de la pasión, de matar las rutinas de flor marchita que crecen con raíces fuertes y nos hace perder el brillo que tenemos pero que el día a día y el año a año, hace que se nos pierda.
«Silvia» es una concesión explícita e impúdica del momento y el sentir concreto de alguien que nos cuenta una historia, como sucede con todos los temas de nombre propio, una parcela personal. Cuando se cierra tanto el círculo, siempre quedan menos dudas y el desnudo compositivo es integral. Aquí no hay generalidades, ni observación mundana, ni filosofía, ni moraleja posible..., hay un nombre propio responsable de una canción y de ser la luz que alumbra el camino de nuestro autor, un homenaje a lo que se elige y que, aunque sea solo por una vez, funciona.

## Créditos
- Pablo Martín: voz solista, coros, guitarra acústica, producción.
- Kike Fuentes: guitarras eléctricas de 6 y 12 cuerdas, acústicas, barítono y cavaquinho.
- Dani Casielles: coros, bajo.
- Basilio Martí: coros, piano Hammond, teclados.
- Jorge Santana: batería.

Grabado en Estudios Reno por Luca Petricca (Madrid, julio de 2015). Mezclado en La Casa Digital por Mark Janipka. Mastering: Ángel Luján.